# Canis lupaster
Il lupo africano (Canis lupaster, Hemprich ed Ehrenberg, 1832), detto anche sciacallo lupastro, o sciacallo grigio è un canide lupino indigeno del Nordafrica e del Corno d'Africa. La specie è comune nell'Africa settentrionale, occidentale e orientale, dal Senegal all'Egitto in un areale che include il Marocco, l'Algeria e la Libia nel nord e Nigeria, Ciad e Tanzania nel sud. È un canide adattato ai climi desertici, ed è diffuso nelle pianure e le steppe, persino quelle in cui scarseggia l'acqua. Sui monti dell'Atlante la specie è stata segnalata fino a 1800 m d'altezza.
È principalmente un predatore di invertebrati e mammiferi di taglia piccola, benché a volte si nutra anche di prede più grosse. Altre fonti di nutrimento includono le carogne, la spazzatura umana e la frutta. Il lupo africano è un animale monogamo e territoriale, la cui struttura sociale comprende anche i cuccioli d'un anno d'età che restano con i genitori per assisterli nell'allevamento delle nuove cucciolate. È generalmente comune, sebbene ci sia un declino al di fuori delle zone protette, dove viene perseguitato, con estinzioni locali in aree dove viene praticato l'avvelenamento illegale.
Fu precedentemente classificato come una variante africana dello sciacallo dorato eurasiatico, con almeno una sottospecie (C. l. lupaster) classificata come un lupo grigio. Nel 2015, una serie di analisi sul genoma mitocondriale e nucleare dimostrarono che in realtà era una specie a parte, più imparentata con il lupo grigio e il coyote che non con lo sciacallo dorato. Rimane pur sempre però abbastanza imparentato con quest'ultimo da poter produrre cucciolate meticce, come dimostrato dai test genetici sugli sciacalli in Israele e un esperimento d'incrociamento fatto nel diciannovesimo secolo. Il sequenziamento dell'intero genoma nel 2018 dimostrò che la specie ebbe origine come un ibrido tra il lupo grigio e il caberù.
Il lupo africano svolge un ruolo importante in alcune culture africane; nell'antico Egitto, fu considerato sacro, soprattutto in Licopoli, dove secondo fonti greche fu venerato come una divinità. Nel folclore nordafricano, viene visto come un animale inaffidabile, ma utile per motivi medicinali e ritualistici, mentre è stimato nella religione dei Sérèr, che lo considerano la prima creature creata dal dio Roog.

## Descrizione

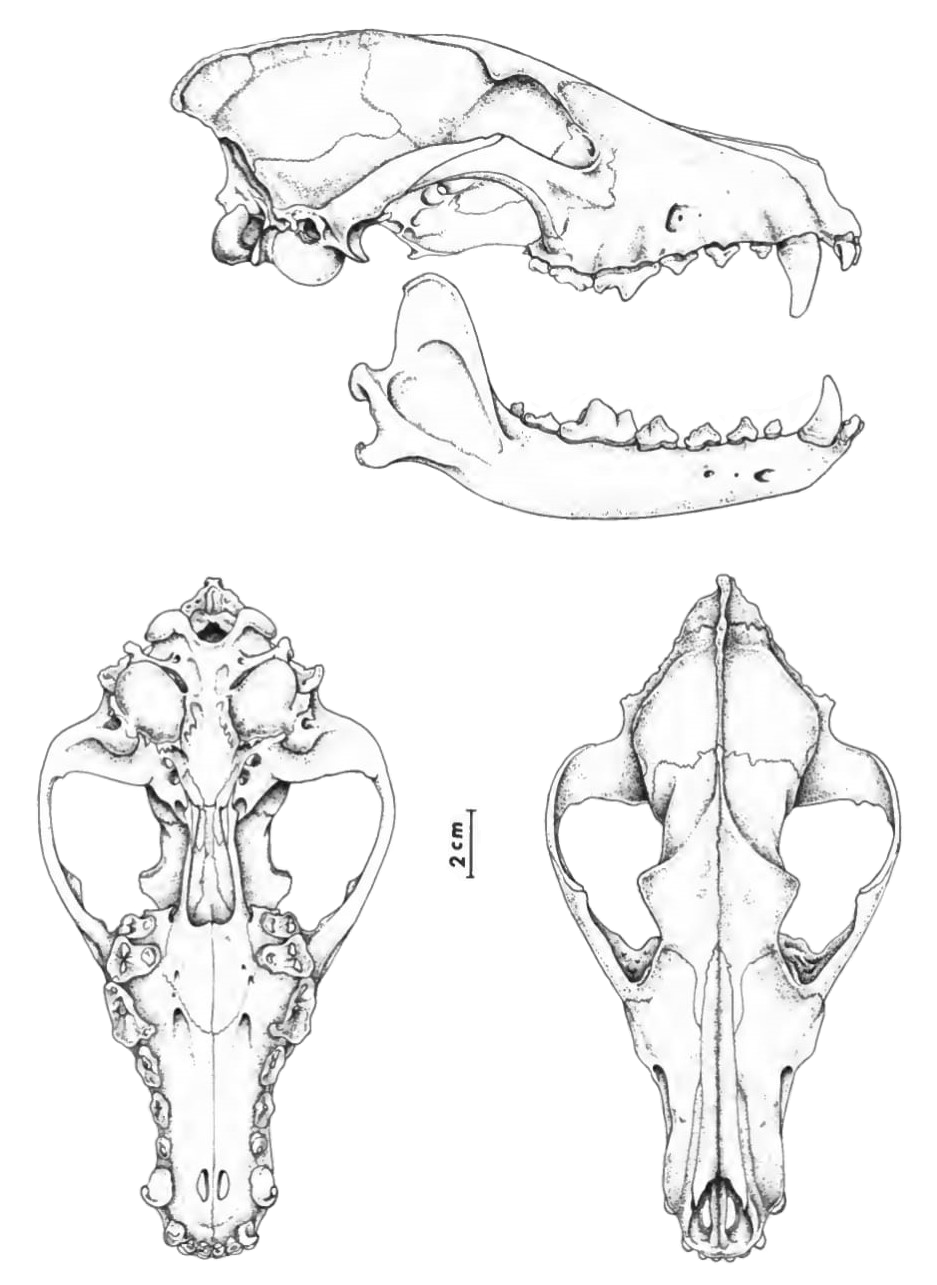
Illustrazione del cranio

Il lupo africano è un piccolo canide, con entrambi i sessi pesanti 7-15 chili e misuranti 40 cm in altezza. Ha il muso e le orecchie relativamente lunghi, mentre la coda è proporzionalmente corta, misurando solo 20 cm. Il colore della pelliccia varia individualmente, stagionalmente e geograficamente, ma il colore tipico è giallastro e grigio argentato con sfumature rossicce sugli arti e schizzi di nero sulla coda e le spalle. La gola, l'addome, e parti della faccia sono normalmente bianchi, e gli occhi sono di colore ambra. Le femmine sono fornite di quattro o otto mammelle. Benché superficialmente simile allo sciacallo dorato (soprattutto nell'Africa orientale), il cranio del lupo africano ha una fronte più elevata, e le orecchie e il muso sono più lunghi e appuntiti.

## Storia tassonomica

### Prime descrizioni
Aristotele scrisse di lupi in Egitto, scrivendo che erano più piccoli dei lupi in Grecia. Georg Ebers scrisse su come il lupo fosse tra gli animali sacri dell'Egitto, descrivendolo come una forma meno imponente di quella europea, e notando come il nome della città di Licopoli, dedicata al dio Anubis, significasse "città del lupo".
Il lupo africano fu riconosciuto per la prima volta come una specie separata dallo sciacallo dorato da Frédéric Cuvier nel 1820. Questi lo descrisse infatti come un animale più elegante dell'ultimo, con una voce più melodica e un odore meno forte. Il nome binomiale che scelse per la specie derivava dalla famiglia arcada Anthus descritta da Plinio il Vecchio nella sua opera Naturalis historia, i cui membri erano descritti come licantropi. Nel 1821 fu fatto un tentativo per incrociare le due specie, il quale portò alla nascita di cinque cuccioli, di cui tre perirono prima dello svezzamento. Si notò che i due superstiti avevano temperamenti totalmente diversi e non giocarono mai insieme; uno ereditò la timidezza dello sciacallo, mentre l'altro fu affettuoso con i suoi padroni umani. Il biologo inglese George Jackson Mivart mise in enfasi le differenze tra il lupo africano e lo sciacallo dorato nelle sue scritture:
(Mivart (1890))

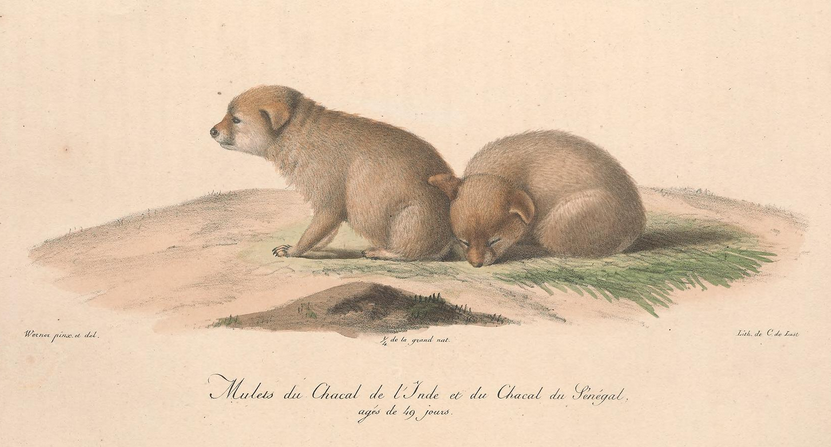
Illustrazione di incroci tra sciacallo dorato e lupo africano (1821).

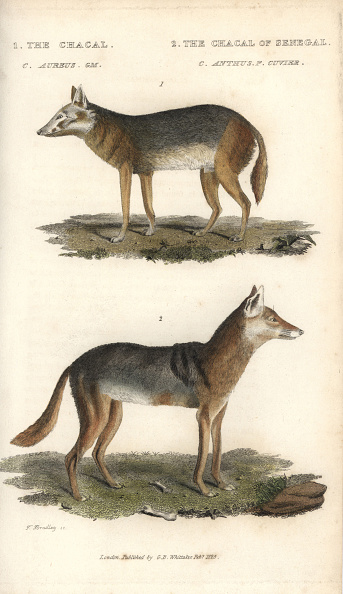
Illustrazione comparativa di C. aureus (in alto) e C. lupaster (sotto).

I canidi presenti soprattutto in Egitto erano notati di essere molto simili ai lupi grigi, fino al punto che Hemprich e Ehrenberg gli diedero il nome binomiale Canis lupaster nel 1832. Similmente, Thomas Henry Huxley, dopo aver notato le somiglianze tra i crani di lupaster e i lupi grigi d'India, classificò l'animale come una sottospecie di lupo grigio. Nel 1926 però, Ernst Schwarz lo sinonimizzò con lo sciacallo dorato. Questa classificazione non fu messa in discussione fino al 1981, quando Walter Ferguson, dell'università di Tel Aviv, sostenne che lupaster fosse una sottospecie di lupo grigio in base a misure craniche, dichiarando che la classificazione dell'animale come una variante di sciacallo fosse basata solo sulle sue piccole dimensioni e che la sinonimizzazione precedeva la scoperta del lupo grigio arabo, che è una sottospecie legittima di lupo grigio di dimensioni ridotte.

### Scoperte nel ventunesimo secolo
Ulteriori dubbi sull'ipotesi della specie come variante di sciacallo dorato vennero nel dicembre del 2002, quando un canide con una fisionomia simile a quella del lupo grigio fu avvistato nel deserto dei Dancali in Eritrea. A causa del suo clima inospitale e del fatto che fu un campo di battaglia durante la guerra di indipendenza eritrea e la guerra Etiopia-Eritrea, la zona fu poco esplorata. Malgrado ciò, le popolazioni afar conoscevano l'animale e lo chiamavano wucharia (lupo).
I tratti lupini dell'animale furono confermati nel 2011, quando si scoprì che varie popolazioni di sciacallo dorato dell'Egitto e del Corno d'Africa, classificate come Canis aureus lupaster, avevano un DNA mitocondriale più vicino a quello del lupo grigio che allo sciacallo dorato. Tracce di questo DNA furono rinvenute in canidi abitanti in una zona lunga 6000 km che includeva Algeria, Mali e Senegal. Inoltre, gli esemplari africani mostravano una diversità di nucleotidi e aplotipi superiore a quelli dei lupi grigi dell'India e dell'Himalaya, dimostrando così di avere una popolazione ancestrale più vasta. Entrambi questi studi proposero la ridenominazione di Canis aureus lupaster come sottospecie di lupo grigio.
Nel 2015, uno studio più approfondito dei genomi mitocondriali e nucleari di un campione più grande di canidi lupini africani provenienti dall'Africa settentrionale, orientale e occidentale dimostrò come questi fossero tutti distinti dallo sciacallo dorato, con una divergenza genetica di circa il 6,7%, che è superiore a quella tra i lupi grigi e i coyote (4%) e tra i lupi grigi e i cani domestici (0,2%). Inoltre, fu scoperto che questi canidi africani (rinominati Canis anthus) erano più imparentati con i lupi grigi e i coyote che agli sciacalli dorati, e che C. a. lupaster rappresenta semplicemente un fenotipo distinto del lupo africano invece di essere un lupo grigio. L'albero filogenetico sotto si basa sulle sequenze nucleari:
|  | \| \| Cane \| \| \| \| \| \| Lupo grigio \| \| \| \| |
|  |                                                      |
|  | Coyote                                               |
|  |                                                      |
|  | Cane                                                 |
|  |                                                      |
|  | Lupo grigio                                          |
|  |                                                      |

|  | Cane        |
|  |             |
|  | Lupo grigio |
|  |             |

|  | \| \| Cane \| \| \| \| \| \| Lupo grigio \| \| \| \| |
|  |                                                      |
|  | Coyote                                               |
|  |                                                      |
|  | Cane                                                 |
|  |                                                      |
|  | Lupo grigio                                          |
|  |                                                      |

|  | Cane        |
|  |             |
|  | Lupo grigio |
|  |             |

|  | \| \| Cane \| \| \| \| \| \| Lupo grigio \| \| \| \| |
|  |                                                      |
|  | Coyote                                               |
|  |                                                      |
|  | Cane                                                 |
|  |                                                      |
|  | Lupo grigio                                          |
|  |                                                      |

|  | Cane        |
|  |             |
|  | Lupo grigio |
|  |             |

|  | \| \| Cane \| \| \| \| \| \| Lupo grigio \| \| \| \| |
|  |                                                      |
|  | Coyote                                               |
|  |                                                      |
|  | Cane                                                 |
|  |                                                      |
|  | Lupo grigio                                          |
|  |                                                      |

|  | Cane        |
|  |             |
|  | Lupo grigio |
|  |             |

|  | \| \| Cane \| \| \| \| \| \| Lupo grigio \| \| \| \| |
|  |                                                      |
|  | Coyote                                               |
|  |                                                      |
|  | Cane                                                 |
|  |                                                      |
|  | Lupo grigio                                          |
|  |                                                      |

|  | Cane        |
|  |             |
|  | Lupo grigio |
|  |             |

|  | \| \| Cane \| \| \| \| \| \| Lupo grigio \| \| \| \| |
|  |                                                      |
|  | Coyote                                               |
|  |                                                      |
|  | Cane                                                 |
|  |                                                      |
|  | Lupo grigio                                          |
|  |                                                      |

|  | Cane        |
|  |             |
|  | Lupo grigio |
|  |             |

|  | \| \| Cane \| \| \| \| \| \| Lupo grigio \| \| \| \| |
|  |                                                      |
|  | Coyote                                               |
|  |                                                      |
|  | Cane                                                 |
|  |                                                      |
|  | Lupo grigio                                          |
|  |                                                      |

|  | Cane        |
|  |             |
|  | Lupo grigio |
|  |             |

|  | \| \| Cane \| \| \| \| \| \| Lupo grigio \| \| \| \| |
|  |                                                      |
|  | Coyote                                               |
|  |                                                      |
|  | Cane                                                 |
|  |                                                      |
|  | Lupo grigio                                          |
|  |                                                      |

|  | Cane        |
|  |             |
|  | Lupo grigio |
|  |             |

|  | \| \| Cane \| \| \| \| \| \| Lupo grigio \| \| \| \| |
|  |                                                      |
|  | Coyote                                               |
|  |                                                      |
|  | Cane                                                 |
|  |                                                      |
|  | Lupo grigio                                          |
|  |                                                      |

|  | Cane        |
|  |             |
|  | Lupo grigio |
|  |             |

|  | \| \| Cane \| \| \| \| \| \| Lupo grigio \| \| \| \| |
|  |                                                      |
|  | Coyote                                               |
|  |                                                      |
|  | Cane                                                 |
|  |                                                      |
|  | Lupo grigio                                          |
|  |                                                      |

|  | Cane        |
|  |             |
|  | Lupo grigio |
|  |             |

|  | \| \| Cane \| \| \| \| \| \| Lupo grigio \| \| \| \| |
|  |                                                      |
|  | Coyote                                               |
|  |                                                      |
|  | Cane                                                 |
|  |                                                      |
|  | Lupo grigio                                          |
|  |                                                      |

|  | Cane        |
|  |             |
|  | Lupo grigio |
|  |             |

|  | \| \| Cane \| \| \| \| \| \| Lupo grigio \| \| \| \| |
|  |                                                      |
|  | Coyote                                               |
|  |                                                      |
|  | Cane                                                 |
|  |                                                      |
|  | Lupo grigio                                          |
|  |                                                      |

|  | Cane        |
|  |             |
|  | Lupo grigio |
|  |             |

|  | \| \| Cane \| \| \| \| \| \| Lupo grigio \| \| \| \| |
|  |                                                      |
|  | Coyote                                               |
|  |                                                      |
|  | Cane                                                 |
|  |                                                      |
|  | Lupo grigio                                          |
|  |                                                      |

|  | Cane        |
|  |             |
|  | Lupo grigio |
|  |             |

|  | \| \| Cane \| \| \| \| \| \| Lupo grigio \| \| \| \| |
|  |                                                      |
|  | Coyote                                               |
|  |                                                      |
|  | Cane                                                 |
|  |                                                      |
|  | Lupo grigio                                          |
|  |                                                      |

|  | Cane        |
|  |             |
|  | Lupo grigio |
|  |             |

|  | \| \| Cane \| \| \| \| \| \| Lupo grigio \| \| \| \| |
|  |                                                      |
|  | Coyote                                               |
|  |                                                      |
|  | Cane                                                 |
|  |                                                      |
|  | Lupo grigio                                          |
|  |                                                      |

|  | Cane        |
|  |             |
|  | Lupo grigio |
|  |             |

|  | \| \| Cane \| \| \| \| \| \| Lupo grigio \| \| \| \| |
|  |                                                      |
|  | Coyote                                               |
|  |                                                      |
|  | Cane                                                 |
|  |                                                      |
|  | Lupo grigio                                          |
|  |                                                      |

|  | Cane        |
|  |             |
|  | Lupo grigio |
|  |             |

|  | \| \| Cane \| \| \| \| \| \| Lupo grigio \| \| \| \| |
|  |                                                      |
|  | Coyote                                               |
|  |                                                      |
|  | Cane                                                 |
|  |                                                      |
|  | Lupo grigio                                          |
|  |                                                      |

|  | Cane        |
|  |             |
|  | Lupo grigio |
|  |             |

|  | \| \| Cane \| \| \| \| \| \| Lupo grigio \| \| \| \| |
|  |                                                      |
|  | Coyote                                               |
|  |                                                      |
|  | Cane                                                 |
|  |                                                      |
|  | Lupo grigio                                          |
|  |                                                      |

|  | Cane        |
|  |             |
|  | Lupo grigio |
|  |             |

|  | \| \| Cane \| \| \| \| \| \| Lupo grigio \| \| \| \| |
|  |                                                      |
|  | Coyote                                               |
|  |                                                      |
|  | Cane                                                 |
|  |                                                      |
|  | Lupo grigio                                          |
|  |                                                      |

|  | Cane        |
|  |             |
|  | Lupo grigio |
|  |             |

|  | \| \| Cane \| \| \| \| \| \| Lupo grigio \| \| \| \| |
|  |                                                      |
|  | Coyote                                               |
|  |                                                      |
|  | Cane                                                 |
|  |                                                      |
|  | Lupo grigio                                          |
|  |                                                      |

|  | Cane        |
|  |             |
|  | Lupo grigio |
|  |             |

|  | \| \| Cane \| \| \| \| \| \| Lupo grigio \| \| \| \| |
|  |                                                      |
|  | Coyote                                               |
|  |                                                      |
|  | Cane                                                 |
|  |                                                      |
|  | Lupo grigio                                          |
|  |                                                      |

|  | Cane        |
|  |             |
|  | Lupo grigio |
|  |             |

|  | \| \| Cane \| \| \| \| \| \| Lupo grigio \| \| \| \| |
|  |                                                      |
|  | Coyote                                               |
|  |                                                      |
|  | Cane                                                 |
|  |                                                      |
|  | Lupo grigio                                          |
|  |                                                      |

|  | Cane        |
|  |             |
|  | Lupo grigio |
|  |             |

|  | \| \| Cane \| \| \| \| \| \| Lupo grigio \| \| \| \| |
|  |                                                      |
|  | Coyote                                               |
|  |                                                      |
|  | Cane                                                 |
|  |                                                      |
|  | Lupo grigio                                          |
|  |                                                      |

|  | Cane        |
|  |             |
|  | Lupo grigio |
|  |             |

|  | \| \| Cane \| \| \| \| \| \| Lupo grigio \| \| \| \| |
|  |                                                      |
|  | Coyote                                               |
|  |                                                      |
|  | Cane                                                 |
|  |                                                      |
|  | Lupo grigio                                          |
|  |                                                      |

|  | Cane        |
|  |             |
|  | Lupo grigio |
|  |             |

|  | \| \| Cane \| \| \| \| \| \| Lupo grigio \| \| \| \| |
|  |                                                      |
|  | Coyote                                               |
|  |                                                      |
|  | Cane                                                 |
|  |                                                      |
|  | Lupo grigio                                          |
|  |                                                      |

|  | Cane        |
|  |             |
|  | Lupo grigio |
|  |             |

|  | \| \| Cane \| \| \| \| \| \| Lupo grigio \| \| \| \| |
|  |                                                      |
|  | Coyote                                               |
|  |                                                      |
|  | Cane                                                 |
|  |                                                      |
|  | Lupo grigio                                          |
|  |                                                      |

|  | Cane        |
|  |             |
|  | Lupo grigio |
|  |             |

|  | \| \| Cane \| \| \| \| \| \| Lupo grigio \| \| \| \| |
|  |                                                      |
|  | Coyote                                               |
|  |                                                      |
|  | Cane                                                 |
|  |                                                      |
|  | Lupo grigio                                          |
|  |                                                      |

|  | Cane        |
|  |             |
|  | Lupo grigio |
|  |             |

|  | \| \| Cane \| \| \| \| \| \| Lupo grigio \| \| \| \| |
|  |                                                      |
|  | Coyote                                               |
|  |                                                      |
|  | Cane                                                 |
|  |                                                      |
|  | Lupo grigio                                          |
|  |                                                      |

|  | Cane        |
|  |             |
|  | Lupo grigio |
|  |             |

|  | \| \| Cane \| \| \| \| \| \| Lupo grigio \| \| \| \| |
|  |                                                      |
|  | Coyote                                               |
|  |                                                      |
|  | Cane                                                 |
|  |                                                      |
|  | Lupo grigio                                          |
|  |                                                      |

|  | Cane        |
|  |             |
|  | Lupo grigio |
|  |             |

|  | \| \| Cane \| \| \| \| \| \| Lupo grigio \| \| \| \| |
|  |                                                      |
|  | Coyote                                               |
|  |                                                      |
|  | Cane                                                 |
|  |                                                      |
|  | Lupo grigio                                          |
|  |                                                      |

|  | Cane        |
|  |             |
|  | Lupo grigio |
|  |             |

|  | \| \| Cane \| \| \| \| \| \| Lupo grigio \| \| \| \| |
|  |                                                      |
|  | Coyote                                               |
|  |                                                      |
|  | Cane                                                 |
|  |                                                      |
|  | Lupo grigio                                          |
|  |                                                      |

|  | Cane        |
|  |             |
|  | Lupo grigio |
|  |             |

|  | \| \| Cane \| \| \| \| \| \| Lupo grigio \| \| \| \| |
|  |                                                      |
|  | Coyote                                               |
|  |                                                      |
|  | Cane                                                 |
|  |                                                      |
|  | Lupo grigio                                          |
|  |                                                      |

|  | Cane        |
|  |             |
|  | Lupo grigio |
|  |             |

|  | \| \| Sciacallo striato \| \| \| \| \| \| Sciacallo dalla gualdrappa \| \| \| \| |
|  |                                                                                  |
|  | Sciacallo striato                                                                |
|  |                                                                                  |
|  | Sciacallo dalla gualdrappa                                                       |
|  |                                                                                  |

|  | Sciacallo striato          |
|  |                            |
|  | Sciacallo dalla gualdrappa |
|  |                            |

|  | \| \| Cane \| \| \| \| \| \| Lupo grigio \| \| \| \| |
|  |                                                      |
|  | Coyote                                               |
|  |                                                      |
|  | Cane                                                 |
|  |                                                      |
|  | Lupo grigio                                          |
|  |                                                      |

|  | Cane        |
|  |             |
|  | Lupo grigio |
|  |             |

|  | \| \| Cane \| \| \| \| \| \| Lupo grigio \| \| \| \| |
|  |                                                      |
|  | Coyote                                               |
|  |                                                      |
|  | Cane                                                 |
|  |                                                      |
|  | Lupo grigio                                          |
|  |                                                      |

|  | Cane        |
|  |             |
|  | Lupo grigio |
|  |             |

|  | \| \| Cane \| \| \| \| \| \| Lupo grigio \| \| \| \| |
|  |                                                      |
|  | Coyote                                               |
|  |                                                      |
|  | Cane                                                 |
|  |                                                      |
|  | Lupo grigio                                          |
|  |                                                      |

|  | Cane        |
|  |             |
|  | Lupo grigio |
|  |             |

|  | \| \| Cane \| \| \| \| \| \| Lupo grigio \| \| \| \| |
|  |                                                      |
|  | Coyote                                               |
|  |                                                      |
|  | Cane                                                 |
|  |                                                      |
|  | Lupo grigio                                          |
|  |                                                      |

|  | Cane        |
|  |             |
|  | Lupo grigio |
|  |             |

|  | \| \| Cane \| \| \| \| \| \| Lupo grigio \| \| \| \| |
|  |                                                      |
|  | Coyote                                               |
|  |                                                      |
|  | Cane                                                 |
|  |                                                      |
|  | Lupo grigio                                          |
|  |                                                      |

|  | Cane        |
|  |             |
|  | Lupo grigio |
|  |             |

|  | \| \| Cane \| \| \| \| \| \| Lupo grigio \| \| \| \| |
|  |                                                      |
|  | Coyote                                               |
|  |                                                      |
|  | Cane                                                 |
|  |                                                      |
|  | Lupo grigio                                          |
|  |                                                      |

|  | Cane        |
|  |             |
|  | Lupo grigio |
|  |             |

|  | \| \| Cane \| \| \| \| \| \| Lupo grigio \| \| \| \| |
|  |                                                      |
|  | Coyote                                               |
|  |                                                      |
|  | Cane                                                 |
|  |                                                      |
|  | Lupo grigio                                          |
|  |                                                      |

|  | Cane        |
|  |             |
|  | Lupo grigio |
|  |             |

|  | \| \| Cane \| \| \| \| \| \| Lupo grigio \| \| \| \| |
|  |                                                      |
|  | Coyote                                               |
|  |                                                      |
|  | Cane                                                 |
|  |                                                      |
|  | Lupo grigio                                          |
|  |                                                      |

|  | Cane        |
|  |             |
|  | Lupo grigio |
|  |             |

|  | \| \| Cane \| \| \| \| \| \| Lupo grigio \| \| \| \| |
|  |                                                      |
|  | Coyote                                               |
|  |                                                      |
|  | Cane                                                 |
|  |                                                      |
|  | Lupo grigio                                          |
|  |                                                      |

|  | Cane        |
|  |             |
|  | Lupo grigio |
|  |             |

|  | \| \| Cane \| \| \| \| \| \| Lupo grigio \| \| \| \| |
|  |                                                      |
|  | Coyote                                               |
|  |                                                      |
|  | Cane                                                 |
|  |                                                      |
|  | Lupo grigio                                          |
|  |                                                      |

|  | Cane        |
|  |             |
|  | Lupo grigio |
|  |             |

|  | \| \| Cane \| \| \| \| \| \| Lupo grigio \| \| \| \| |
|  |                                                      |
|  | Coyote                                               |
|  |                                                      |
|  | Cane                                                 |
|  |                                                      |
|  | Lupo grigio                                          |
|  |                                                      |

|  | Cane        |
|  |             |
|  | Lupo grigio |
|  |             |

|  | \| \| Cane \| \| \| \| \| \| Lupo grigio \| \| \| \| |
|  |                                                      |
|  | Coyote                                               |
|  |                                                      |
|  | Cane                                                 |
|  |                                                      |
|  | Lupo grigio                                          |
|  |                                                      |

|  | Cane        |
|  |             |
|  | Lupo grigio |
|  |             |

|  | \| \| Cane \| \| \| \| \| \| Lupo grigio \| \| \| \| |
|  |                                                      |
|  | Coyote                                               |
|  |                                                      |
|  | Cane                                                 |
|  |                                                      |
|  | Lupo grigio                                          |
|  |                                                      |

|  | Cane        |
|  |             |
|  | Lupo grigio |
|  |             |

|  | \| \| Cane \| \| \| \| \| \| Lupo grigio \| \| \| \| |
|  |                                                      |
|  | Coyote                                               |
|  |                                                      |
|  | Cane                                                 |
|  |                                                      |
|  | Lupo grigio                                          |
|  |                                                      |

|  | Cane        |
|  |             |
|  | Lupo grigio |
|  |             |

|  | \| \| Cane \| \| \| \| \| \| Lupo grigio \| \| \| \| |
|  |                                                      |
|  | Coyote                                               |
|  |                                                      |
|  | Cane                                                 |
|  |                                                      |
|  | Lupo grigio                                          |
|  |                                                      |

|  | Cane        |
|  |             |
|  | Lupo grigio |
|  |             |

|  | \| \| Cane \| \| \| \| \| \| Lupo grigio \| \| \| \| |
|  |                                                      |
|  | Coyote                                               |
|  |                                                      |
|  | Cane                                                 |
|  |                                                      |
|  | Lupo grigio                                          |
|  |                                                      |

|  | Cane        |
|  |             |
|  | Lupo grigio |
|  |             |

|  | \| \| Cane \| \| \| \| \| \| Lupo grigio \| \| \| \| |
|  |                                                      |
|  | Coyote                                               |
|  |                                                      |
|  | Cane                                                 |
|  |                                                      |
|  | Lupo grigio                                          |
|  |                                                      |

|  | Cane        |
|  |             |
|  | Lupo grigio |
|  |             |

|  | \| \| Cane \| \| \| \| \| \| Lupo grigio \| \| \| \| |
|  |                                                      |
|  | Coyote                                               |
|  |                                                      |
|  | Cane                                                 |
|  |                                                      |
|  | Lupo grigio                                          |
|  |                                                      |

|  | Cane        |
|  |             |
|  | Lupo grigio |
|  |             |

|  | \| \| Cane \| \| \| \| \| \| Lupo grigio \| \| \| \| |
|  |                                                      |
|  | Coyote                                               |
|  |                                                      |
|  | Cane                                                 |
|  |                                                      |
|  | Lupo grigio                                          |
|  |                                                      |

|  | Cane        |
|  |             |
|  | Lupo grigio |
|  |             |

|  | \| \| Cane \| \| \| \| \| \| Lupo grigio \| \| \| \| |
|  |                                                      |
|  | Coyote                                               |
|  |                                                      |
|  | Cane                                                 |
|  |                                                      |
|  | Lupo grigio                                          |
|  |                                                      |

|  | Cane        |
|  |             |
|  | Lupo grigio |
|  |             |

|  | \| \| Cane \| \| \| \| \| \| Lupo grigio \| \| \| \| |
|  |                                                      |
|  | Coyote                                               |
|  |                                                      |
|  | Cane                                                 |
|  |                                                      |
|  | Lupo grigio                                          |
|  |                                                      |

|  | Cane        |
|  |             |
|  | Lupo grigio |
|  |             |

|  | \| \| Cane \| \| \| \| \| \| Lupo grigio \| \| \| \| |
|  |                                                      |
|  | Coyote                                               |
|  |                                                      |
|  | Cane                                                 |
|  |                                                      |
|  | Lupo grigio                                          |
|  |                                                      |

|  | Cane        |
|  |             |
|  | Lupo grigio |
|  |             |

|  | \| \| Cane \| \| \| \| \| \| Lupo grigio \| \| \| \| |
|  |                                                      |
|  | Coyote                                               |
|  |                                                      |
|  | Cane                                                 |
|  |                                                      |
|  | Lupo grigio                                          |
|  |                                                      |

|  | Cane        |
|  |             |
|  | Lupo grigio |
|  |             |

|  | \| \| Cane \| \| \| \| \| \| Lupo grigio \| \| \| \| |
|  |                                                      |
|  | Coyote                                               |
|  |                                                      |
|  | Cane                                                 |
|  |                                                      |
|  | Lupo grigio                                          |
|  |                                                      |

|  | Cane        |
|  |             |
|  | Lupo grigio |
|  |             |

|  | \| \| Cane \| \| \| \| \| \| Lupo grigio \| \| \| \| |
|  |                                                      |
|  | Coyote                                               |
|  |                                                      |
|  | Cane                                                 |
|  |                                                      |
|  | Lupo grigio                                          |
|  |                                                      |

|  | Cane        |
|  |             |
|  | Lupo grigio |
|  |             |

|  | \| \| Cane \| \| \| \| \| \| Lupo grigio \| \| \| \| |
|  |                                                      |
|  | Coyote                                               |
|  |                                                      |
|  | Cane                                                 |
|  |                                                      |
|  | Lupo grigio                                          |
|  |                                                      |

|  | Cane        |
|  |             |
|  | Lupo grigio |
|  |             |

|  | \| \| Cane \| \| \| \| \| \| Lupo grigio \| \| \| \| |
|  |                                                      |
|  | Coyote                                               |
|  |                                                      |
|  | Cane                                                 |
|  |                                                      |
|  | Lupo grigio                                          |
|  |                                                      |

|  | Cane        |
|  |             |
|  | Lupo grigio |
|  |             |

|  | \| \| Cane \| \| \| \| \| \| Lupo grigio \| \| \| \| |
|  |                                                      |
|  | Coyote                                               |
|  |                                                      |
|  | Cane                                                 |
|  |                                                      |
|  | Lupo grigio                                          |
|  |                                                      |

|  | Cane        |
|  |             |
|  | Lupo grigio |
|  |             |

|  | \| \| Cane \| \| \| \| \| \| Lupo grigio \| \| \| \| |
|  |                                                      |
|  | Coyote                                               |
|  |                                                      |
|  | Cane                                                 |
|  |                                                      |
|  | Lupo grigio                                          |
|  |                                                      |

|  | Cane        |
|  |             |
|  | Lupo grigio |
|  |             |

|  | \| \| Cane \| \| \| \| \| \| Lupo grigio \| \| \| \| |
|  |                                                      |
|  | Coyote                                               |
|  |                                                      |
|  | Cane                                                 |
|  |                                                      |
|  | Lupo grigio                                          |
|  |                                                      |

|  | Cane        |
|  |             |
|  | Lupo grigio |
|  |             |

|  | \| \| Cane \| \| \| \| \| \| Lupo grigio \| \| \| \| |
|  |                                                      |
|  | Coyote                                               |
|  |                                                      |
|  | Cane                                                 |
|  |                                                      |
|  | Lupo grigio                                          |
|  |                                                      |

|  | Cane        |
|  |             |
|  | Lupo grigio |
|  |             |

|  | \| \| Cane \| \| \| \| \| \| Lupo grigio \| \| \| \| |
|  |                                                      |
|  | Coyote                                               |
|  |                                                      |
|  | Cane                                                 |
|  |                                                      |
|  | Lupo grigio                                          |
|  |                                                      |

|  | Cane        |
|  |             |
|  | Lupo grigio |
|  |             |

|  | \| \| Sciacallo striato \| \| \| \| \| \| Sciacallo dalla gualdrappa \| \| \| \| |
|  |                                                                                  |
|  | Sciacallo striato                                                                |
|  |                                                                                  |
|  | Sciacallo dalla gualdrappa                                                       |
|  |                                                                                  |

|  | Sciacallo striato          |
|  |                            |
|  | Sciacallo dalla gualdrappa |
|  |                            |

Fu calcolato che la stirpe del lupo africano si divise dal clade dei lupi grigi e dei coyote circa 1,0-1,7 milioni di anni fa durante il Pleistocene. A base di questo dato, la somiglianza con lo sciacallo dorato (soprattutto nell'Africa orientale) si tratta di evoluzione parallela. Considerando la sua posizione filogenetica e i reperti fossili, è probabile che il lupo africano deriva da antenati più grandi che divennero sempre più gracili dopo che entrarono nell'Africa, a causa della concorrenza interspecifica con i carnivori indigeni grossi già stabiliti. Tracce di DNA del lupo africano furono rinvenute negli sciacalli dorati in Israele, connesso geograficamente con l'Egitto, così indicando la presenza d'una zona tra i due stati dove le due specie si incrociano. I ritrovamenti dello studio furono confermate nello stesso anno da scienziati spagnoli, messicani e marocchini che analizzarono il DNA mitocondriale di lupi in Marocco e scoprirono che fossero distinti da entrambi gli sciacalli dorati e i lupi grigi, ma più imparentati con gli ultimi.
Nel 2017, fu proposto che C. anthus fosse un nomen dubium, siccome la descrizione dell'olotipo da parte di Cuvier sembrava descrivere uno sciacallo striato piuttosto che un lupo africano, e non corrispondeva all'aspetto dell'esemplare descritto da Cuvier nei suoi scritti successivi. Questa ambiguità, insieme alla scomparsa dell'olotipo, condusse agli scienziati di dare priorità al nome binomiale C. lupaster di Hemprich e Ehrenberg, dato che l'esemplare tipo dispone d'una descrizione più dettagliata e coerente, ed è tuttora esaminabile al Museum für Naturkunde.
Nel 2018, il sequenziamento dell'intero genoma dei canidi lupini rivelò che l'ultimo antenato comune di tutte le popolazioni di lupo africano fu un ibrido tra il lupo grigio e il caberù, con 72% del suo DNA risalente al primo e 28% all'ultimo. Attualmente, la popolazione orientale dimostra prove di maggior flusso genico con i caberù.

## Sottospecie
Malgrado le scoperte del 2015, MSW3 classifica le sei sottospecie di lupo africano ancora come membri di Canis aureus.
Benché ci siano stati vari tentativi nel passato di sinonimizzare molte delle proposte sottospecie, la posizione tassonomica dei lupi africani occidentali è troppo confusa per arrivare a una conclusione precisa, siccome i campioni di studio collezionati sono troppo scarsi. Prima del 1840, sei delle supposte dieci sottospecie occidentali furono nominate o classificate quasi esclusivamente a causa del colore del mantello.
L'alta varietà fenotipica individuale, insieme alla scarsità di campioni e la mancanza di barriere impedendo il flusso genico, mettono in dubbio la validità della classificazione di alcune sottospecie occidentali.
| Sottospecie                        | Autore                     | Descrizione | Areale                                                       | Sinonimi |
| ---------------------------------- | -------------------------- | --- | ------------------------------------------------------------ | --- |
| Lupo algerino Canis l. algirensis  | Wagner, 1841               | Di colore scuro, ha la coda marcata da tre anelli scuri. Ha le stesse dimensioni della volpe rossa. | Vive in Algeria, Marocco e Tunisia.                          | barbarus (C. E. H. Smith, 1839) grayi (Hilzheimer, 1906) tripolitanus (Wagner, 1841)                               |
| Lupo senegalese Canis l. anthus    | F. Cuvier, 1820            | Rispetto a C. a. lupaster è più alto al garrese di almeno 2,5 centimetri e più lungo di vari centimetri; ha orecchie più grandi, testa più simile a quella del cane e corporatura più gracile. La coda è più corta e non molto folta. Il naso e la fronte sono marrone-grigiastro, mentre la gola e le regioni inferiori sono bianche. È privo sia dell'anello nero intorno al collo che dei puntini neri sul dorso caratteristici di C. a. lupaster. | Vive in Senegal.                                             | senegalensis (C. E. H. Smith, 1839)                                                                                |
| Lupo del Serengeti Canis l. bea    | Heller, 1914               | Più piccolo delle sottospecie settentrionali, con pelliccia più chiara. | Vive in Kenya e Tanzania settentrionale.                     | |
| Lupo egiziano Canis l. lupaster    | Hemprich e Ehrenberg, 1833 | Una sottospecie robusta di dimensioni grandi con orecchie relativamente corte e un fenotipo simile a quello del lupo grigio. Misura 40,6 cm di altezza e 127 cm di lunghezza. Le parti superiori del corpo sono grigie giallastre, mentre il muso, le orecchie e le superfici esterne degli arti sono gialle rossicce. | Vive in Senegal, Mali, Algeria, Egitto, e il Corno d'Africa. | C. aureus lupaster C. lupaster C. lupus lupaster C. sacer (Hemprich and Ehrenberg, 1833)                           |
| Lupo somalo Canis l. riparius      | Hemprich e Ehrenberg, 1833 | È una sottospecie nana che misura solamente 30 centimetri di altezza al garrese. Il colore è generalmente giallo-grigiastro; i peli neri sono molto rari. Il muso e le zampe sono quasi gialli e le regioni inferiori bianche. | Vive in Somalia e la costa di Eritrea.                       | hagenbecki (Noack, 1897) mengesi (Noack, 1897) somalicus (Lorenz, 1906)                                            |
| Lupo variegato Canis l. soudanicus | Thomas, 1903               | Più piccolo e leggero di C. a. lupaster, misura 38 cm di altezza al garrese e 102 cm di lunghezza. Rispetto a C. a. lupaster, più simile al lupo grigio, C. a. soudanicus ricorda maggiormente un levriero. Le orecchie sono un po' più grandi che in C. a. lupaster e il colore è generalmente marroncino chiaro, con chiazze di nero. | Vive in Sudan e Somaliland.                                  | doederleini (Hilzheimer, 1906) nubianus (Cabrera, 1921) thooides (Hilzheimer, 1906) variegatus (Cretzschmar, 1826) |

## Comportamento

### Comportamenti sociali e riproduttivi

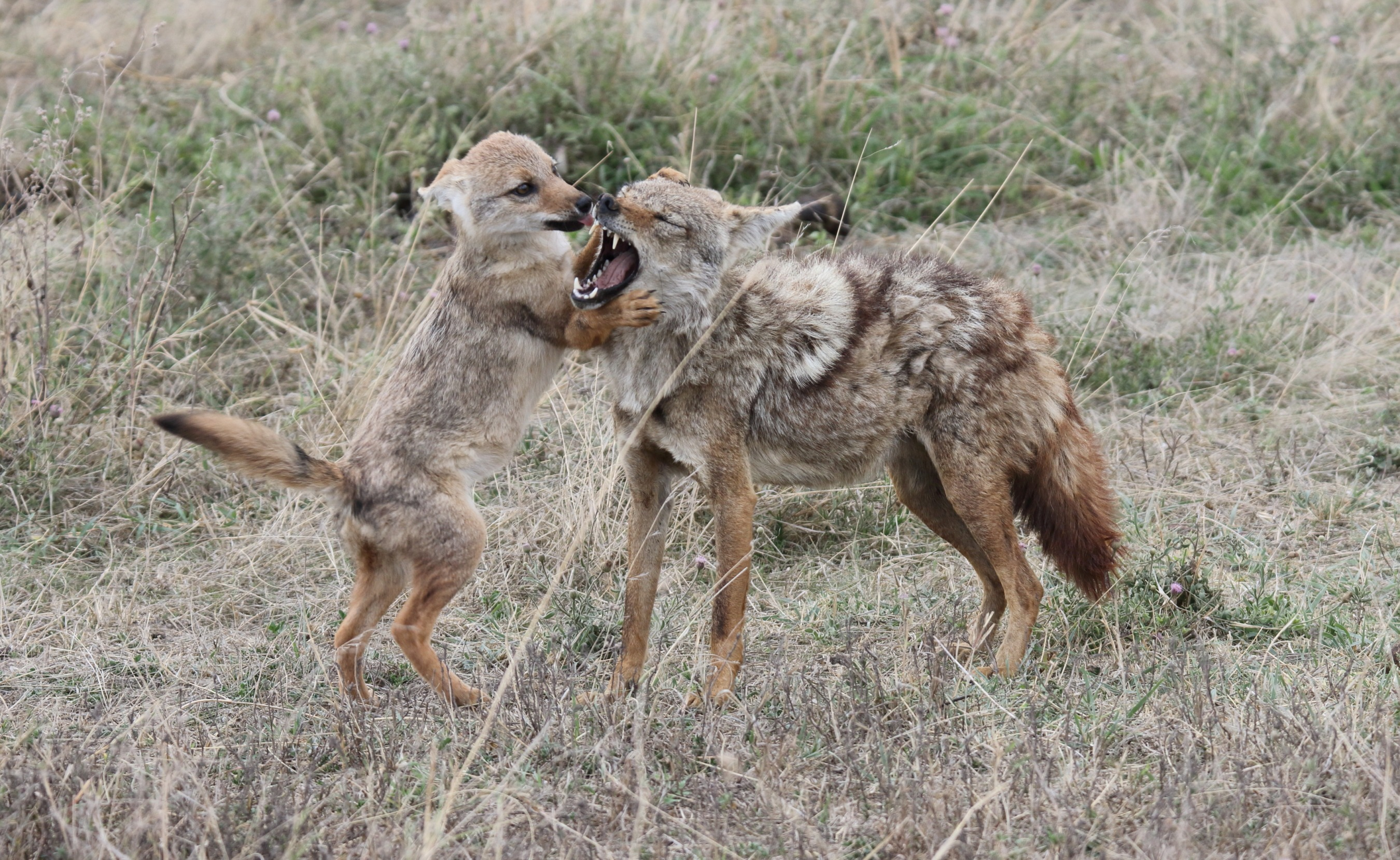
Madre con cucciolo

L'organizzazione sociale del lupo africano è notevole per la sua flessibilità, variando in accordo con l'abbondanza di cibo. L'unità sociale base consiste d'una coppia accompagnata dai cuccioli più recenti, o cuccioli di cucciolate precedenti che rimangono ad assistere i genitori nell'allevare le nuove prole come "aiutanti". I gruppi grandi sono rari, e si trovano soprattutto in regioni con spazzatura umana abbondante. Le relazioni tra i membri d'ogni branco sono relativamente pacifiche in confronto a quelli tra gli sciacalli dalla gualdrappa; benché i comportamenti territoriali e sessuali dei cuccioli siano soppressi dai genitori, questi non sono attivamente cacciati via una volta cresciuti. Inoltre, i lupi africani si sdraiano insieme e si fanno il grooming molto più spesso di quanto si osservi negli sciacalli della gualdrappa. Nel Serengeti, le coppie difendono territori permanenti con areali di 2–4 km², lasciando i loro territori solo per bere o se attratti d'una grande carcassa. La coppia pattuglia e marca il territorio insieme. Entrambi i partner e gli "aiutanti" reagiscono aggressivamente agli intrusi, benché la massima aggressione viene riservata per gli intrusi dello stesso sesso. Un membro di una coppia infatti non assisterà il suo partner nell'attaccare un intruso del sesso opposto.

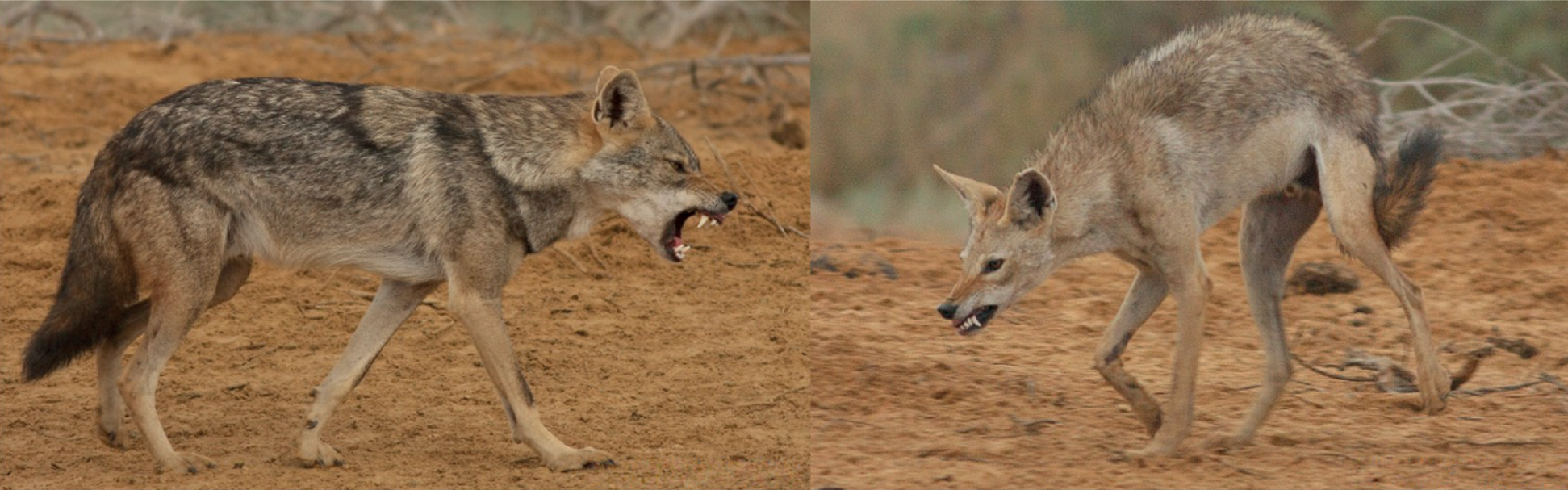
Posture di minaccia in C. l. lupaster (sinistra) e C. l. anthus (destra)

I rituali di corteggiamento del lupo africano sono notevolmente lunghi e la coppia rimane quasi sempre insieme durante il periodo. Prima di accoppiarsi, la coppia pattuglia vigorosamente il territorio e, durante l'atto stesso, la coppia rimane attaccata per circa quattro minuti. Verso la fine dell'estro, la coppia comincia a separarsi, con la femmina che dimostra comportamenti relativamente sottomessi di fronte al maschio. Durante la gravidanza, il maschio rigurgita tutto il cibo che ottiene per la femmina. Nel Serengeti, i cuccioli nascono in dicembre-gennaio, mangiando cibo solido dopo un mese di vita. Lo svezzamento completo comincia all'età di due mesi e finisce dopo quattro. A questo punto, i cuccioli sono già quasi indipendenti, viaggiando fuori dalla tana a una distanza di 50 metri e persino dormendo all'aperto. Più crescono, più i giochi fra i cuccioli aumentano di aggressività, con una chiara concorrenza di rango che viene poi stabilita dopo sei mesi. La femmina nutre i cuccioli più spesso del maschio e degli aiutanti, ma la presenza di questi ultimi permette alla coppia di andare a caccia senza lasciare indifesi i cuccioli.
La vita del lupo africano si concentra intorno a una tana, che di solito si tratta è una caverna scavata in precedenza da un oritteropo o da un facocero. La struttura interiore della tana non è ben studiata, ma si suppone che consista d'una camera centrale con 2-3 vie d'uscita. La tana può trovarsi sia in zone più remote che vicino a quelle degli altri predatori.

### Comunicazione
I lupi africani si fanno spesso il grooming, soprattutto durante il corteggiamento, quando una sessione può durare fino a mezz'ora. Durante le cerimonie di saluto, si osserva spesso la coppia sgranocchiarsi a vicenda il pelo della faccia e il collo. Durante gli scontri, il lupo africano colpisce l'avversario con le anche, e gli morde la spalla. Le posture del lupo africano sono tipiche della sua famiglia, ma è fornito della capacità di mostrare i denti come un cane, un tratto non presente negli sciacalli striati e della gualdrappa.
Le vocalizzazioni del lupo africano sono simili a quelli del cane, con almeno sette suoni diversi rinvenuti. Questi vocalizzi includono ululati, latrati, ringhi, guaiti e "risate". Uno dei suoni più comunemente sentiti consiste in un grido lungo e di tonalità alta, di cui ci sono tre varianti; un ululato lungo d'una sola tonalità, un guaito di tonalità variata, e una serie di ululati staccati. Questi ululati sono usati sia per attrarre membri del gruppo che per intimorire gli intrusi. Ululare in coro potrebbe essere usato per rinforzare i legami tra i familiari e per stabilire lo stato territoriale.

### Comportamenti di caccia

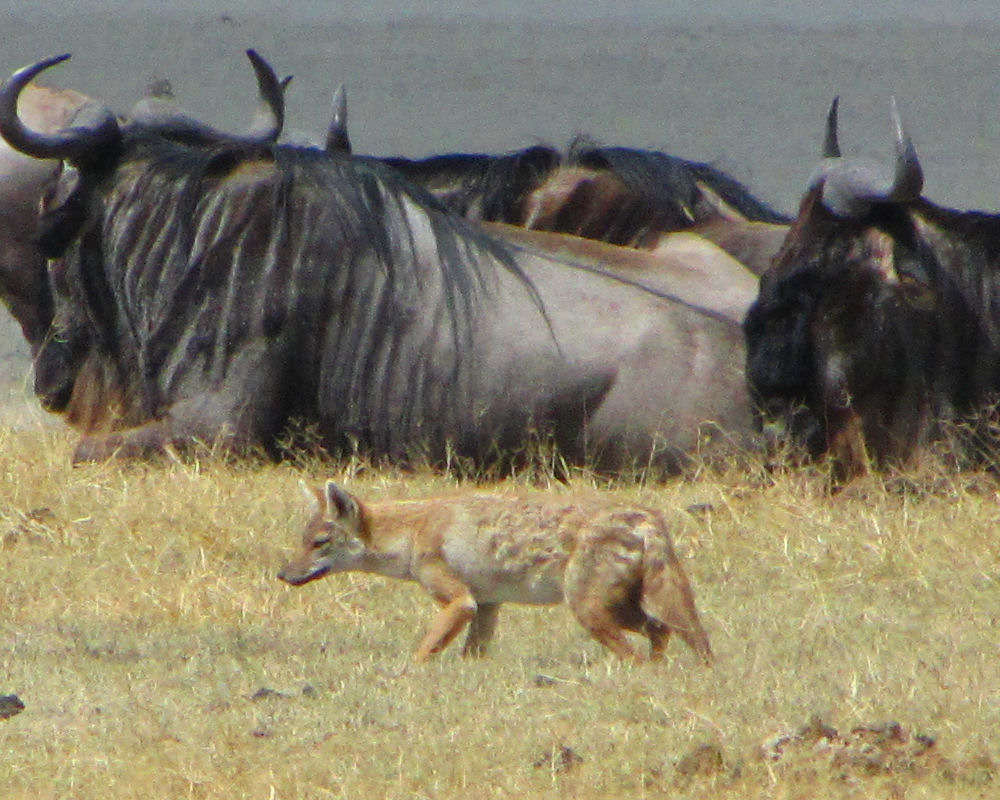
Un lupo del Serengeti (C. l. bea) si aggira presso una mandria di gnu striati.

I lupi africani riescono raramente a catturare le lepri, a causa della velocità di queste ultime. Le gazzelle madri (reagendo in gruppi di due o tre) sono molto abili nel difendere i loro cuccioli da lupi singoli. I lupi in coppia però hanno molte più possibilità di successo e cercano metodicamente di individuare i cuccioli nascosti nella mandria, nell'erba alta, tra i cespugli e in altri probabili rifugi.
Benché sia capace di abbattere animali tre volte più pesanti di lui, il lupo africano attacca mammiferi molto meno frequentemente dello sciacallo della gualdrappa. Una volta catturata una preda grande, il lupo africano non tenta di ucciderla ma tende a sventrarla e mangiarne le viscere. Le prede piccole vengono solitamente uccise con scatti laterali della testa, mentre i serpenti sono consumati vivi dalla coda in su. Spesso il lupo africano si procaccia una quantità di cibo superiore ai suoi bisogni. In tal caso, seppellisce i resti per poi recuperarli 24 ore dopo. Nel cacciare gli insetti, il lupo africano scava tra le feci degli erbivori per ricavarne scarabei. Durante i periodi di siccità, scava tra le feci per cercare le larve. Le cavallette e le termiti volanti sono prede altrettanto ambite e vengono catturate al volo, con dei balzi in aria. Il lupo africano è ferocemente intollerante nei confronti degli altri spazzini ed è stato osservato nell'atto di aggredire gli avvoltoi sulle carcasse.

## Ecologia

### Habitat
Il lupo africano vive in vari ambienti diversi; in Algeria, abita nelle zone mediterranee, le costiere e le colline (incluse le zone agricole, le fitte boscaglie e i boschi di pino e quercia), mentre le popolazioni senegalesi si trovano nelle zone tropicali aride, incluse le savane del Sahel. I lupi in Mali sono stati documentati a vivere nei gruppi montuosi del Sahel. In Egitto, il lupo africano abita nelle zone agricole ma anche nei deserti, nelle zone rocciose e nelle falesie. Vive persino lungo le coste del Lago Nasser. Nel 2012, alcuni lupi africani furono fotografati nella provincia di Azilal in Marocco a un'altezza di 1.800 metri. Sembra adattarsi bene negli ambienti antropizzati con poche prede naturali, come nel caso del distretto di Woreda nell'Etiopia settentrionale.

### Dieta

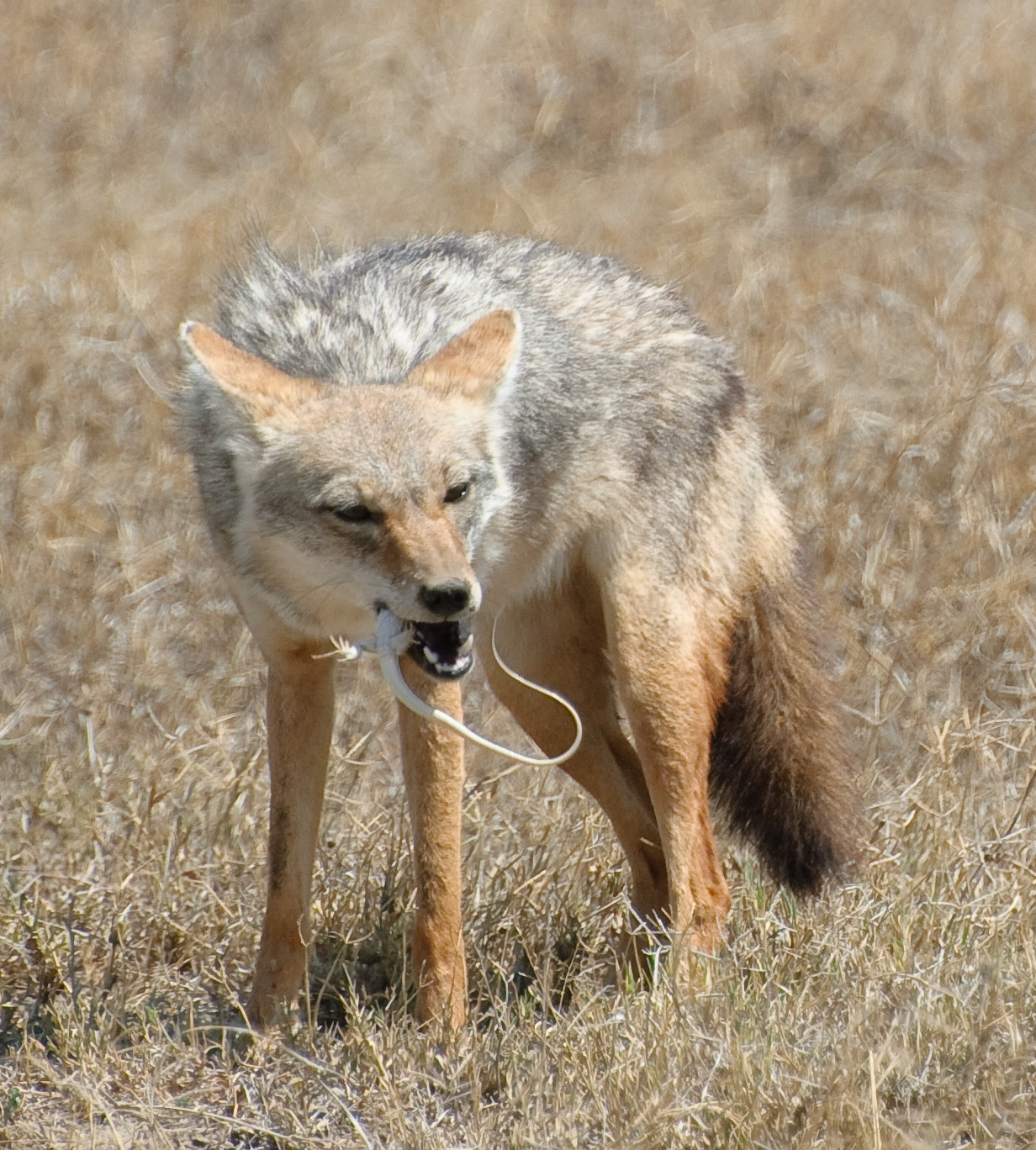
Un lupo del Serengeti (C. l. bea) mangia un agama

Nell'Africa occidentale, il lupo africano si limita a consumare prede piccole, come lepri, ratti, marmotte e trionomidi. Altre prede includono le lucertole, i serpenti e uccelli terricoli come i francolini e gli otididi. Consuma anche un numero considerabile di insetti, inclusi gli scarabei e le loro larve, le termiti e le cavallette. Abbatte anche giovani gazzelle, cefalofini e facoceri. Nell'Africa orientale, si nutre di invertebrati e di frutta, benché il 60% della sua dieta consista di roditori, lucertole, serpenti, uccelli, lepri e gazzelle di Thomson. Durante il periodo delle nascite degli gnu, i lupi si nutrono quasi esclusivamente delle loro placente. Nel Serengeti e nel cratere di Ngorongoro, le carogne costituiscono solo 20% della sua dieta. In Senegal, dove vivono sia il C. l. anthus che il C. l. lupaster, sembra che ci sia una segregazione ecologica fra le due sottospecie; si ritiene che il primo si nutra principalmente di agnelli, mentre il secondo abbatte prede più grosse, come le pecore, le capre e i bovini.

### Nemici e concorrenti
Il lupo africano solitamente riesce a sfuggire alla concorrenza con lo sciacallo striato e dalla gualdrappa attraverso le sue scelte di habitat, preferendo le pianure invece delle boscaglie, favorite dalle ultime due specie, ed essendo più attivo di giorno. Ciononostante, il lupo africano uccide i cuccioli di sciacalli dalla gualdrappa ma viene dominato dagli esemplari adulti in dispute per le carcasse. Mangia talvolta accanto ai licaoni, reagendo aggressivamente se questi ultimi lo disturbano.
Nel corno d'Africa, gli incontri con i caberù sono solitamente ostili; i caberù dominano i lupi africani se questi entrano i loro territori e vice versa. Sebbene i lupi africani non siano in concorrenza diretta con i caberù, essendo meno dotati di questi nella caccia ai roditori, è probabile che la persecuzione umana impedisca ai lupi di ottenere il numero necessario per sopraffare i caberù completamente. C'è stata però almeno una segnalazione di adozione, da parte di un branco di lupi africani, di un esemplare di caberù.
I lupi talvolta mangiano insieme alle iene macchiate ma possono essere cacciati via se si avvicinano troppo. Dato che i lupi sono più efficaci nel rintracciare gli agnelli, spesso le iene macchiate ne seguono i passi durante il periodo delle nascite delle gazzelle. Le iene consumano i lupi solo raramente, apparentemente non gradendone il gusto. Tutto sommato, se non ci sono in gioco il cibo o i cuccioli, le due specie si ignorano.

## Nella cultura

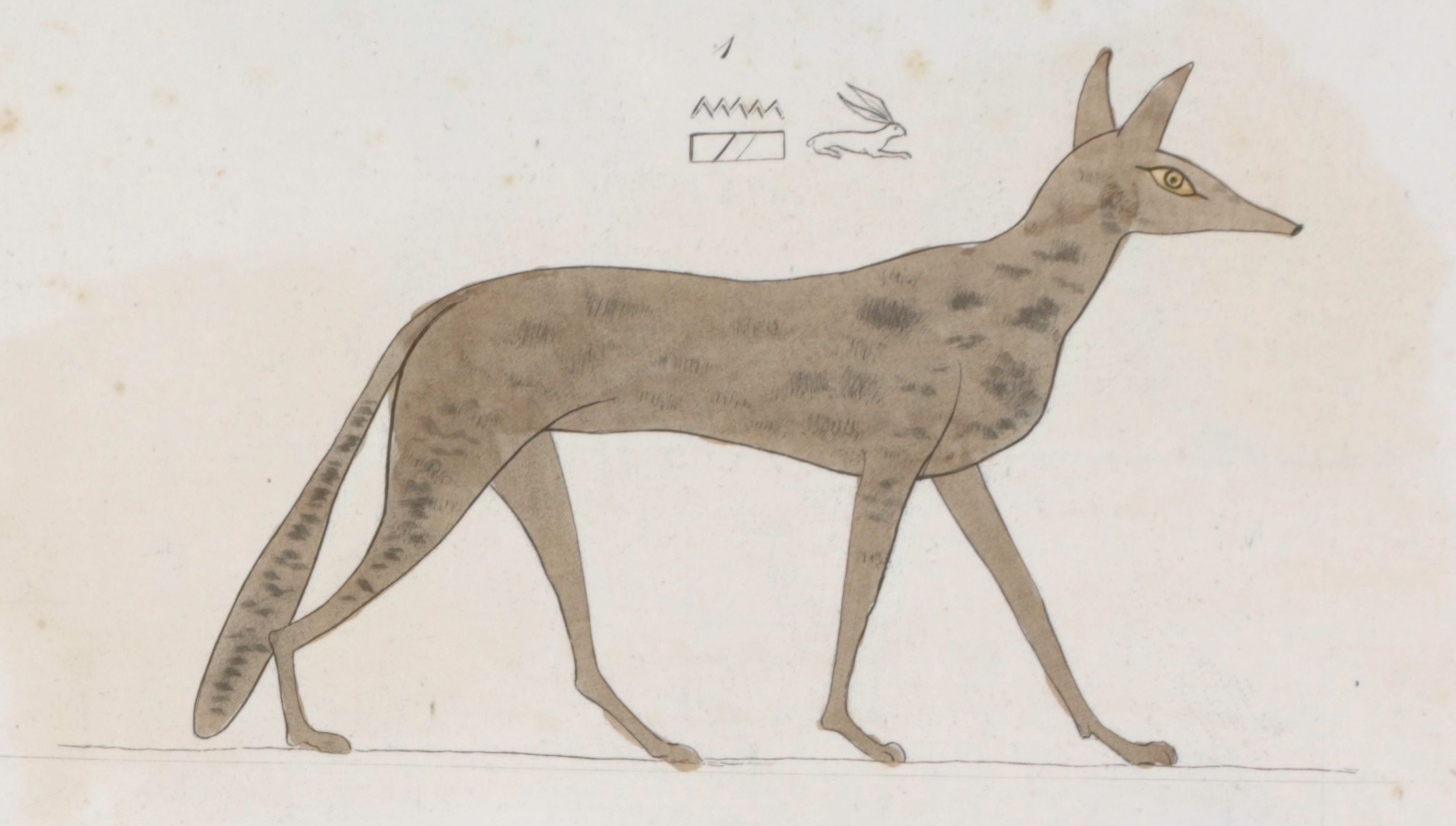
Illustrazione egizia rinvenuta da Ippolito Rosellini.

Numerose divinità dell'Antico Egitto furono modellate sul lupo africano, inclusi Anubi, Upuaut e Duamutef. Il lupo era considerato sacro nel nomo di Licopoli, i cui abitanti mummificavano i lupi e li tenevano in camere, contrariamente ad altre zone d'Egitto dove venivano seppelliti al loro posto di morte. Secondo Diodoro Siculo nella sua Bibliotheca historica:
Plutarco, nel suo opuscolo sulla venerazione di Iside e di Osiride, scrisse che gli abitanti di Licopoli erano gli unici in Egitto a cibarsi di carne ovina, in imitazione del lupo che essi consideravano una divinità. L'importanza del lupo nella cultura licopolitana continuò almeno fino al periodo romano, come dimostrato dalla presenza di un lupo sul retro di una moneta.
Secondo il folklore arabo-egiziano, il lupo può fare svenire i polli semplicemente con la sua presenza, e associa varie forme di magia al suo corpo: si ritiene che tenere in casa una lingua di lupo causerà un litigio fra gli abitanti, mentre la sua carne è creduta d'essere un buon trattamento per l'epilessia e la pazzia. Si ritiene che il suo cuore offra protezione contro gli attacchi da parte di belve selvatiche e che il suo occhio protegga dal malocchio.

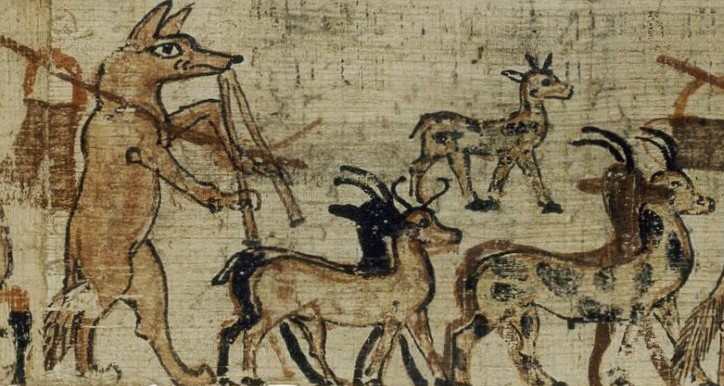
Lupo antropomorfo come pastore su un papiro satirico

Benché ritenuto impuro nelle leggi alimentari islamiche, il lupo svolge un ruolo importante nella medicina tradizionale marocchina. Edvard Westermarck documentò numerosi rimedi derivati dal lupo, incluso l'utilizzo del suo grasso come lozione e delle sue viscere bruciate come incenso per incrementare la fertilità delle coppie sposate. La cistifellea del lupo aveva tanti usi, incluso quello di cura per l'impotenza sessuale o di talismano per le donne intente a divorziare dai loro mariti. Westermarck notò però che il lupo fu associato anche a cose più nefaste: si diceva, ad esempio, che un bambino che consumasse la carne di lupo prima di arrivare alla pubertà sarebbe stato per sempre afflitto dalla sfortuna e che gli scrittori e i santi dovessero evitare di mangiarlo anche nelle regioni dove tale pratica è socialmente accettabile, poiché tale atto avrebbe reso inefficaci i loro talismani.
Il lupo svolge un ruolo principale nel mito della creazione dei Sérèr, dove viene raffigurato come la prima creatura creata da Roog, il dio supremo. In un certo senso, può essere visto come un angelo mandato dal cielo da Roog, o come un profeta in disgrazia per aver disobbedito alle leggi divine. Il lupo era il primo essere intelligente sulla terra e si ritiene che rimarrà sulla terra dopo l'ascesa dell'umanità nei cieli. Secondo le tradizioni Sérèr, il lupo conosce in anticipo chi morirà e conosce la strada che farà una persona durante una marcia funebre. Poiché inoltre il lupo è considerato un chiaroveggente d'origine trascendente, pur mantenendo legami con il divino, i suoi movimenti sono sempre osservati. Malgrado si creda sia odiato dagli altri animali e che non sia più fornito della sua intelligenza originale, il lupo viene comunque rispettato per aver resistito alla volontà dell'essere supremo che lo tiene ancora in vita.